# Scutia
Scutia ist eine Gattung aus der Familie der Kreuzdorngewächse (Rhamnaceae). Sie umfasst 5 tropisch verbreitete Arten, zumeist in Südamerika.

## Beschreibung
Scutia sind immergrüne, bedornte, selten kletternde Sträucher oder kleine Bäume. Die Blätter sind gegenständig oder annähernd gegenständig angeordnet.
Die Blüten stehen in achselbürtigen, ungestielten, faszikelartigen Zymen oder als Einzelblüte. Der becherförmige Blütenbecher ist kurz, der mit dem Blütenbecher verwachsene Diskus ist fleischig. Der Fruchtknoten ist halbunterständig. Die Früchte sind Steinfrüchte mit zwei bis vier Steinkernen.

## Verbreitung und Systematik
Die Gattung Scutia umfasst fünf tropisch verbreitete Arten, vier davon in Südamerika, eine in der Paläotropis (Scutia myrtina). Innerhalb der Kreuzdorngewächse wird sie in die Tribus Rhamneae eingeordnet. Die Gattung umfasst die fünf folgenden Arten.
- Scutia arenicola Reissek: Sie kommt im südlichen und im südöstlichen Brasilien vor.[3]
- Scutia buxifolia Reissek: Sie kommt in Bolivien, Brasilien, Argentinien und Uruguay vor.[4]
- Scutia colombiana M.C.Johnst.: Sie kommt nur in Kolumbien vor.[3]
- Scutia myrtina (Burm.f.) Kurz: Sie kommt in Südafrika, Swasiland, Madagaskar, Indien, Thailand, Vietnam und China vor.[4]
- Scutia spicata Weberb.: Sie kommt von Ecuador bis Peru und auf den Galapagos-Inseln vor.[3]

## Nachweise
1. 1 2 3  D. Medan, C. Schirarend: Rhamnaceae In: Klaus Kubitzki (Hrsg.): The Families and Genera of Vascular Plants - Volume VI - Flowering Plants - Dicotyledons - Celastrales, Oxalidales, Rosales, Cornales, Ericales, 2004, S. 331, ISBN 978-3-540-06512-8.
2. ↑  Marshall C. Johnston: Revision of Scutia (Rhamnaceae) In: Bulletin of the Torrey Botanical Club, Vol. 101, No. 2, 1974, S. 64–72.
3. 1 2 3  Datenblatt Scutia bei POWO = Plants of the World Online von Board of Trustees of the Royal Botanic Gardens, Kew: Kew Science.
4. 1 2   Scutia im Germplasm Resources Information Network (GRIN), USDA, ARS, National Genetic Resources Program. National Germplasm Resources Laboratory, Beltsville, Maryland. Abgerufen am 29. April 2017.